# Проспект Михаила Грушевского (Чернигов)
Проспект Михаила Грушевского (до 2023 года — улица 1 Мая) (укр. Проспект Михайла Грушевського) — проспект в Деснянском районе города Чернигова; одна из главных транспортных артерий и длиннейших улиц города. Пролегает от проспекта Победы — площади Пять углов до тупика южнее авиабазы Чернигов, районы Пять углов, Берёзки, Бобровицкий жилой массив, Александровка. Один из четырёх проспектов города — стал четвёртым по дате присвоения статуса проспектом города Чернигова.
Примыкают улицы Натана Рахлина (8 Марта), Курганная, Николая Михновского, Оборонцев Чернигова (Александра Молодчего), Афанасия Шафонского, Земская, Кибальчича, Украинская, Александра Лазаревского, Нежинская, Алексея Сенюка (Грибоедова), Прилукская (Таранущенко), Репина, 77 Гвардейской дивизии, проспект Левка Лукьяненко (улицы Рокоссовского и Седневская), Готвальда, 1 Танковой бригады (Генерала Белова), Медиков (Галанова), Ветеринарная (Маресьева), Надежды, Сергея Ефремова, Кольцевая, Александровская.

## История
Улица Немецкая слобода — одна из древнейших улиц города, значительная часть которой пролегала по Предгардью. Название связано с тем, что после Полтавской битвы (1709) здесь были поселены пленные шведы, которых называли немцами. Затем была переименована на Вознесенская улица — в честь Вознесенской церкви, которая была расположена на улице напротив здания семинарии (угол современных улиц Олега Михнюка и Гетмана Полуботка) в период 1713—1875 годы. Изначально улица пролегала до площади Пять углов (современного проспекта Победы), затем — до слияния (примыкания) с Петербургской улицей (современная Александра Молодчего)
В XVIII-XIX веках на улице была ещё одна церковь — Варваринская, а за Пяти углами было городское кладбище в Берёзках, закрытое в конце 19 века. Древние могилы кладбища в 1940-х годах исследовал академик Б. А. Рыбаков.
В 1919 году Вознесенская улица переименована на улица 1 Мая — в честь Первого мая — Дня международной солидарности трудящихся. Начиная с 1930-х годов улицу продлевали несколько раз: по бывшего Халивинского пути, увеличив её длину почти в два раза.
Улица на Бобровицком жилмассиве была проложена в начале 1970-х годов, застраивалась вместе с другими улицами массива. В 1974 году была возведена городская больница № 2, а также новый родильный дом.
После вхождения в черту города Чернигова села Бобровица в декабре 1973 года, появилась ещё одна улица 1 Мая, которая в апреле 1974 года была переименована на улицу Шмидта.
В 1980-е годы улица пролегала от улицы Шевченко (возле Красного моста) до Кольцевой улицы. Затем в конце 1980-х годов начало улицы длиной 730 м — участок между улицей Шевченко и проспектом Победы (площадь Пять углов) — было выделено в отдельную улицу Воинов-Интернационалистов с сохранением нумерации домов. В связи с этим нумерация домов улицы 1 мая парной стороны начинается с № 24, непарной — № 41.
После включения села Александровка в черту города в 1999 году, в 2002 году для упорядочивания названий улиц города улица Гагарина длиной 1,3 км стала частью улицы 1 мая, поскольку в Чернигове уже была улица с данным названием в районе Старая Подусовка.
Для упорядочивания наименований улиц города, 1 августа 2022 года переулок 1 Мая переименован на переулок Олега Михнюка — по наименованию улицы от которой пролегает, согласно Решению Черниговского городского совета № 19/VIII-6 «Про переименование улиц в городе Чернигове» («Про перейменування вулиць у м. Чернігові»).
С целью проведения политики очищения городского пространства от топонимов, которые возвеличивают, увековечивают, пропагандируют или символизируют Российскую Федерацию и Республику Беларусь, 21 февраля 2023 года улица 1 Мая была преобразована в проспект под современным названием — в честь украинского историка, общественного и политического деятеля, революционера Михаила Сергеевича Грушевского, согласно решению Черниговского городского совета № 29/VIII-7 «Про переименование улиц в городе Чернигове» («Про перейменування вулиць у місті Чернігові»).

## Застройка
Проспект пролегает в северном направлении, после пересечения с проспектом Левка Лукьяненко (улицей Рокоссовского) — северо-восточном.
Проспект вместе с проспектом Победы и улицами Александра Молодчего, Любомира Боднарука, Олега Михнюка образовывает площадь Пять углов.
Нумерация парной стороны начинается с № 24, непарной — с № 41. Начало проспекта (район Пять углов) парная и непарная стороны заняты усадебной застройкой. Далее (Бобровицкий жилой массив) между улицами Рокоссовского и Надежды непарная сторона занята многоэтажной жилой застройкой (только 9-этажные дома), есть участок нежилой застройки (АТП), парная сторона — нежилая (территория строительного гипермаркета, комплекса медучреждений). Далее конец улицы (район Александровка) — заняты усадебной застройкой.
|              |                                   |                        |                       |
| начало улицы | в направлении улицы Рокоссовского | городская больница № 2 | улица в Александровке |

Учреждения:
1. дом № 24 — Черниговское областное специализированное предприятие «Пожсервис»
2. дом № 56 — школа-интернат для слабовидящих детей
3. дом № 157 — отделение связи «Укрпочта» № 34
4. дом № 166 А — церковь Адвентистов седьмого дня
5. дом № 168 — городская больница № 2
6. дом № 168 А — КП «Зеленстрой»
7. дом № 170 — городская больница № 3
8. дом № 172 — родильный дом
9. дом № 173 — КП АТП № 2528
10. дом № 180 — главное управление «Держпродспоживслужби» в Черниговской области;клиника больницы ветеринарной медицины (городская ветеринарная больница)

Есть ряд значимых и рядовых исторических зданий, что не являются памятниками архитектуры или истории: усадебные дома — в начале улицы: возле площади Пяти углы № 41, 45, 47.
Памятники истории местного значения:
1. севернее дома № 307, на территории Александровского кладбища — Братская могила 157 советских солдат, которые погибли в сентябре 1943 года (1943, памятный знак 1958), без охранной зоны

Мемориальные доски:
1. дом № 56 — Герою Советского Союза, руководителю комсомольского подполья в Нежине Якову Петровичу Батюку — демонтирована — на здании школы-интерната для слабовидящих детей
2. дом № 170 — Заслуженному врачу Украины Юрию Шмакову — на здании Черниговской городской больницы № 3, которой руководил
3. дом № 172 — Сергею Бо́гдану — на здании родильного дома, которым руководил